# Pasuncha
Pasuncha es un corregimiento del municipio de Pacho, en el departamento de Cundinamarca (Colombia). 
Su temperatura es media, y el terreno, fértil y montañoso. Su vegetación es espesa, y en ella prima el color verde de una tierra prodigiosa. Su mayor riqueza son sus abundantes aguas. Su gente es tranquila y cordial. A pesar de que en el pasado fue azotada por la violencia, hoy en día es un pueblo pacífico. 

## División territorial
Además, del centro poblado Pasuncha. Tiene bajo su jurisdicción 17 veredas: El Pensil, Santa Rosa, Cerrezuela, Alto Yasal, Bajo Yasal, La Mona, Quebrada Honda, Palancana, El Palmar, El Fical, Venadillo, San José, La Gaita, Bajo Pasuncha, Aguachentales, La Mona y Pasuncha Centro.

## Ubicación
Pasuncha está ubicada al noroccidente del departamento de Cundinamarca, en el municipio de Pacho. 
Se encuentra a tres horas de Bogotá. La ruta desde la capital es por la Autopista Norte: Bogotá - Zipaquirá - Pacho - vía La Palma hasta Cucharal - Pasuncha.
El corregimiento tiene una extensión aproximada de 42 kilómetros cuadrados. Se encuentra en la Cordillera Oriental, a una altura aproximada de 1.500 m s. n. m., con predominio del relieve quebrado y con una temperatura media de 18º. 
Limita por el oriente con el municipio de Villagómez, al occidente con El Peñón, al norte con Topaipí y al sur con Pacho.

## Población
En Pasuncha la población está disminuyendo año tras año. Anteriormente este pueblo se distinguía por la habilidad de sus habitantes para el trabajo de la tierra y la agricultura. En la actualidad ha ido disminuyendo la población debido a la emigración por motivos de estudio, al cambio de expectativas de la gente y a la mortandad.
En los últimos años se ha iniciado una campaña de sentido de pertenencia, cuyo objetivo es el fortalecimiento económico y el retorno poblacional.

## Economía
Su economía está basada en el cultivo de café, plátano, yuca, caña panelera, naranja, heliconias y en la ganadería. 